# عيل طير
عيل طير (بالصومالية: Ceel dheer)‏ مدينة ساحلية تأسست عام 1937 تقع في الشمال الشرقي لمحافظة جلجدود وسط الصومال  حيث تبعد 18 كلم من مدينة مريغ القديمة والمطلة على المحيط الهندي.

## التاريخ
عيل طير مدينة ساحلية تطل على المحيط الهندي في إقليم جلجدود وسط الصومال وهي تقسيم إداري تابع لولاية غلمدغ تأسست عيل طير في عام 1937 بعد إنتقال سكان مدينة مريغ التاريخية هربا من تداعيات الصراع بين بريطانيا وإيطاليا أثناء الحرب العالمية الثانية.قصفت الإمبراطورية البريطانية بشدة مدينة مريغ ، التي كان يحتلها الإيطاليون والأجانب في ذلك الوقت
مثل معظم المدن الصومالية القديمة ، كانت عيل طير مركزًا للتعليم الإسلامي.اعتاد الطلاب الذين غادروا المناطق الصومالية الذهاب إلى هناك لدراسة القرآن والمواد الإسلامية الأخرى عيل طير من أقدم وأبعد مدن في المنطقة يدين جميع سكانها الإسلام كما في باقي المحافظة
بلغ عدد سكان مدينة عيل طير 73,008 نسمة في 8 يونيو 2005 و 109,870 نسمة في 1 يناير 2014 و 115,444 نسمة في 1 يناير 2019

## أعلام
- عبد الرحمن عبد الله باديو
- عثمان حدغ